# Katrin Wagner-Augustin
Katrin Wagner-Augustin (ur. 13 października 1977 w Brandenburgu) – niemiecka kajakarka, czterokrotna złota medalistka olimpijska.
W Sydney w 2000 pływała wspólnie m.in. z Birgit Fischer i zdobyła dwa złote medale - w dwójce oraz czwórce. Cztery lata później ponownie zwyciężyła w czwórce. Startuje również w jedynce, była mistrzynią świata w tej konkurencji w 2005. Wielokrotnie stawała na podium mistrzostw świata (siedem tytułów) oraz Europy.

## Starty olimpijskie (medale)
Sydney 2000
- K-2 500 m, K-4 500 m -  złoto

Ateny 2004
- K-4 500 m -  złoto

Pekin 2008
- K-4 500 m -  złoto
- K-1 500 m -  brąz